# Diversidad sexual en Micronesia
Las personas del colectivo LGBT+ en Micronesia se enfrentan a ciertos desafíos legales y sociales no experimentados por otros residentes. Las relaciones sexuales consensuales entre personas del mismo sexo nunca han sido criminalizadas en Micronesia, sin embargo, las personas LGBT no cuentan con ningún tipo de protección en términos de discriminación o de crímenes de odio.

## Legislación y derechos

### Despenalización de la homosexualidad
El primer Código Penal de los Estados Federados de Micronesia (Vigente desde 1982, el cual incluía disposiciones penales) no contenía ninguna disposición que penalizara las relaciones sexuales consensuales entre personas del mismo sexo, y desde entonces no se ha introducido ninguna disposición de ese tipo.

### Reconocimiento de las parejas del mismo sexo
No existe ningún tipo de reconocimiento hacia las parejas formadas por personas del mismo sexo en forma de matrimonio o de unión civil en Micronesia, por ende, el estado de este país de Oceanía tampoco reconoce a la familia homoparental. En Micronesia no están prohibidas constitucionalmente las uniones civiles o el matrimonio entre personas del mismo sexo; sin embargo, es improbable que se apruebe un proyecto de ley en los próximos años que pueda permitir que las parejas del mismo sexo tengan el mismo derecho que las parejas heterosexuales a acceder a las uniones civiles o al matrimonio.

### Leyes y medidas antidiscriminación

#### Protección laboral
Desde el año 2018, el estado de Micronesia cuenta con medidas legales en el ámbito laboral las cuales prohíben la discriminación por motivos de orientación sexual. Sin embargo, las medidas legales existentes son limitadas, ya que solo prohíben la discriminación por motivos de orientación sexual, y no se extienden hasta la identidad y expresión de género.
Código de los Estados Federados de Micronesia: El 12 de noviembre de 2018, el Congreso de Micronesia aprobó el Proyecto de Ley 20-258, que se convirtió en la Ley Pública No.20-153 (2018), la cual modificó el título 1, sección 107 del Código de los Estados Federados de Micronesia, que prohíbe que las leyes discriminen a las personas por motivos de su orientación sexual. Esta protección se aplica al empleo.

#### Protección amplia
Desde el año 2018, el estado de Micronesia cuenta con medidas legales las cuales prohíben la discriminación por motivos de orientación sexual de forma amplia (acceso a la educación, los servicios de salud, etc). No obstante, todas las medidas legales vigentes contra la discriminación, solo otorgan protección por motivos de la orientación sexual, no se extienden hasta la identidad y expresión de género.
Código de los Estados Federados de Micronesia: El 12 de noviembre de 2018, el Congreso de Micronesia aprobó el Proyecto de Ley 20-258, la cual actualizo la ley antidiscriminatoria del país para incluir la orientación sexual en el artículo 107 del Capítulo 1 del Código de los Estados Federados de Micronesia.

### Leyes sobre crímenes de odio e incitación al odio
En la actualidad, el código penal de Micronesia no criminaliza de ninguna forma las amenazas, los crímenes de odio o la incitación al odio si estos fuesen motivados por la orientación sexual o la identidad y expresión de género, de igual forma, tampoco se criminaliza el discurso de odio.

## Condiciones sociales

### Sociedad
El Departamento de Estado de los Estados Unidos en su informe de 2016 sobre los Derechos Humanos afirma que no se encontraron casos registrados de violencia o discriminación, ya sea oficial o social, contra las personas LGBT+. De todas formas, "la cultura estigmatiza el conocimiento público y el debate de ciertos asuntos sexuales, lo que incluye la orientación sexual o la identidad de género. Por ello es extraño que los individuos se definan públicamente como personas LGBT+".